# Utokota

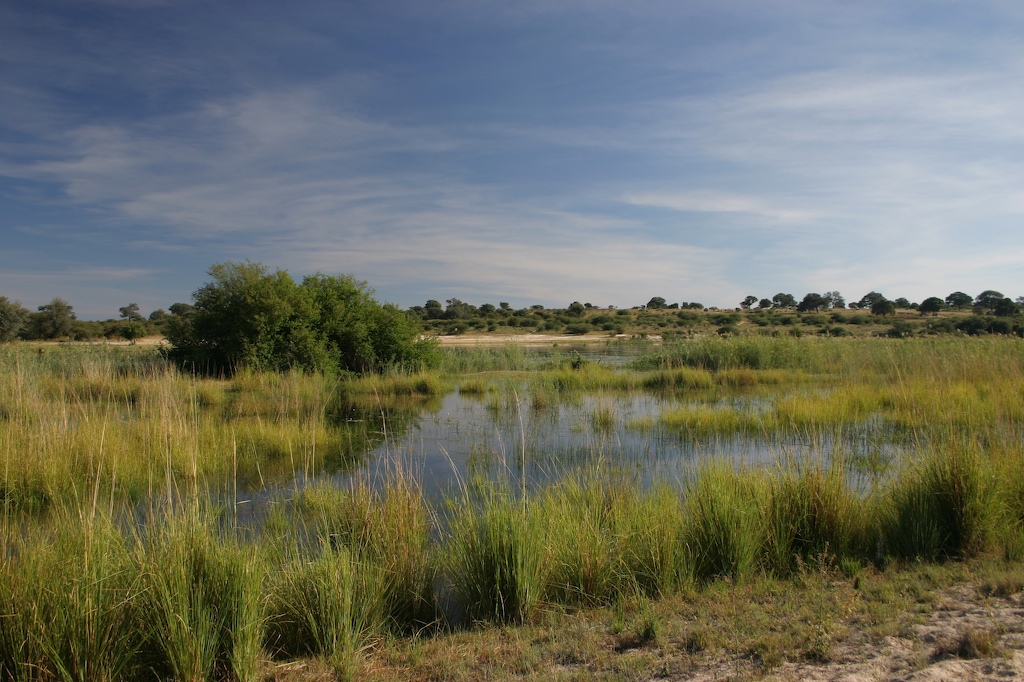
Der Okavango bei Utokota

Utokota ist eine Ansiedlung in Kavango-Ost im Nordosten Namibias. Die Siedlung liegt an der D3402, die Rundu im Westen mit dem etwa 100 Kilometer entfernten Divundu verbindet und unweit des Südufers des Okavango, dem Grenzfluss zu Angola, rund 20 Kilometer östlich der Stadt Rundu. Die nächstgelegene Ansiedlung ist Shambyu.
Der ehemalige Vorsitzende der namibischen All People’s Party (APP), Ignatius Shixwameni (1966–2021) stammt aus dem Ort. Mit dem St Boniface College befindet sich hier die seit Jahren, nach Abschlussnoten, beste Schule des Landes.

## Persönlichkeiten
- Allois Gende (* 1952), Politiker